# Апостольский нунций в Ливии
Апостольский нунций в Государстве Ливия — дипломатический представитель Святого Престола в Ливии. Данный дипломатический пост занимает церковно-дипломатический представитель Ватикана в ранге посла. Апостольская нунциатура в Ливии была учреждена на постоянной основе 10 марта 1997 года.
В настоящее время Апостольским нунцием в Ливии является архиепископ Савио Хон Тай-Фай, назначенный Папой Франциском 18 мая 2023 года.

## История
Апостольская нунциатура в Ливии была учреждена 10 марта 1997 года, после установления дипломатических отношений между Святым Престолом и правительством Ливии, согласно бреве Ad firmiores reddendas папы римского Иоанна Павла II. До этого момента, интересы Католической Церкви в Ливии были представлены, начиная с 1965 года, апостольским делегатом, с резиденцией в Алжире. Однако апостольский нунций не имеет официальной резиденции в Ливии, в его столице Триполи и является апостольским нунцием по совместительству, эпизодически навещая страну. Резиденцией апостольского нунция в Ливии, с 1995 года, является Валлетта — столица Мальты.

## Апостольские нунции в Ливии

### Апостольские делегаты
- Джон Гордон, титулярный архиепископ Никополиса Нестумского  — (1965 — 19 августа 1967 — назначен апостольским про-нунцием в Лесото и апостольским делегатом в Южной Африке);
- Санте Порталупи, титулярный архиепископ Кристополи — (27 сентября 1967 — 15 декабря 1979 — назначен апостольским нунцием в Португалии);
- Габриэль Монтальво Игера, титулярный архиепископ Целены — (18 марта 1980 — 12 июня 1986 — назначен апостольским про-нунцием в Югославии);
- Джованни Де Андреа, титулярный архиепископ Аквавивы — (22 ноября 1986 — 26 августа 1989 — назначен вице-председателем Кадровой службы Святого Престола);
- Эдмон Фархат, титулярный архиепископ Библа — (26 августа 1989 — 18 марта 1995, в отставке);
- Хосе Себастьян Лабоа Гальего, титулярный архиепископ Зараи — (18 марта 1995 — 10 марта 1997 — апостольским нунцием).

### Апостольские нунции
- Хосе Себастьян Лабоа Гальего, титулярный архиепископ Зараи — (10 марта 1997 — 13 июня 1998, в отставке);
- Луиджи Гатти, титулярный архиепископ Санта Джусты — (13 июня 1998 — 28 июня 2001 — назначен апостольским про-нунцием в Ливане);
- Луиджи Конти, титулярный архиепископ Грацианы — (8 августа 2001 — 5 июня 2003, в отставке);
- Феликс дель Бланко Прието, титулярный архиепископ Ванниды — (24 июня 2003 — 28 июля 2007 — назначен великим элемозинарием);
- Томмазо Капуто, титулярный архиепископ Отриколи — (3 сентября 2007 — 10 ноября 2012 — назначен прелататом Помпеи);
- Альдо Кавалли, титулярный архиепископ Вибо Валенция — (13 апреля 2013 — 21 марта 2015 — назначен апостольским нунцием в Нидерландах).
- Алессандро Д’Эррико, титулярный архиепископ Хиккары — (10 июня 2017 — 30 апреля 2022, в отставке);
- Савио Хон Тай-Фай, титулярный архиепископ Силы — (19 мая 2023 — по настоящее время).